# Бочаров Ручей (резиденция)
Бочаро́в Руче́й — дача (летняя резиденция) Президента Российской Федерации. Расположена в одноимённой лесопарковой долине в микрорайоне Новый Сочи Центрального района города Сочи Краснодарского края.

## История

### При СССР
Строительство дачи Бочаров Ручей началось по инициативе наркома по военным и морским делам К. Е. Ворошилова в 1934 году. Архитектором проекта был назначен М. И. Мержанов. В 1955 году реконструирована под руководством архитектора Василия Егоровича Шашкова. Озеленение территории сделано под руководством агронома-декоратора С. И. Венчагова.
Своё название дача получила от протекавшей рядом небольшой реки, которую местные жители и называли Бочаровым ручьём.
22 октября 1938 года на даче К. Е. Ворошилова на Бочаровом ручье арестован Маршал Советского Союза Василий Константинович Блюхер.
Начиная с 1960 года здесь отдыхали высшие руководители СССР: Никита Хрущёв, Леонид Брежнев, Михаил Суслов. Сюда же приглашали провести отпуск и лидеров стран социалистического лагеря. Одним из самых именитых гостей дачи был Иосип Броз Тито — глава Югославии. Здесь встречали всех президентов Российской Федерации.

### После распада СССР
После 1991 года Бочаров Ручей стал единственной российской дачей правительственного уровня на Чёрном море и приобрёл статус официальной резиденции Президента России.

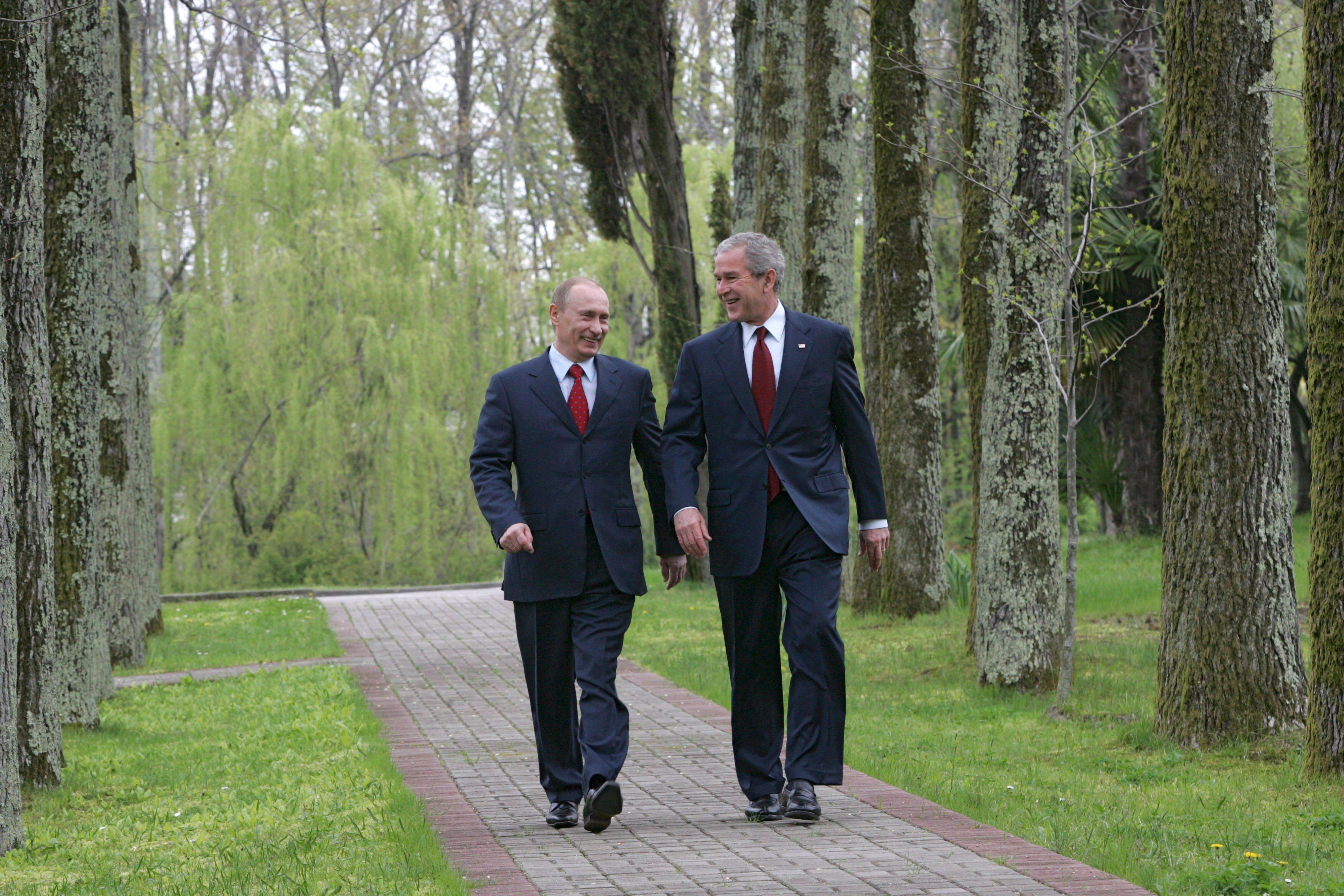
Президенты В. В. Путин и Дж. Буш перед началом пресс-конференции
6 апреля 2008.

6 апреля 2008 года в резиденции провели свою последнюю встречу на посту президентов Владимир Путин и Джордж Буш. 14 августа 2009 года здесь проходила неформальная встреча президента России Дмитрия Медведева и канцлера ФРГ Ангелы Меркель.
Для резиденции сделали причал для яхт и вертолётную площадку. Обнесена забором.
Согласно информации издания «Проект», к 2020 году в резиденции построили копию президентского кабинета из другой резиденции, «Ново-Огарево». 
В 2024 году, по данным того же издания, основное здание резиденции снесли.
По данным геосервиса Google Планета Земля, на космических снимках за май 2024 года главный корпус резиденции был уже снесён.